# Jagoda Cieszyńska
Jagoda Cieszyńska właściwie Jadwiga Cieszyńska-Rożek (Cieszyńska) (ur. 1955 w Krakowie) – polska psycholog, logopeda i poetka. Profesor Uniwersytetu Pedagogicznego w Krakowie. Twórczyni tzw. metody krakowskiej w terapii dzieci.

## Życiorys
Była długoletnim psychologiem-logopedą w Zespole Diagnozy i Terapii. Pełni funkcję dyrektora merytorycznego w Centrum Metody Krakowskiej. Pracuje też w Katedrze Logopedii Uniwersytetu Pedagogicznego. Jej główne zainteresowania naukowe to: dysleksja, dwujęzyczność, dyglosja, system językowy u osób niesłyszących, diagnozowanie dzieci z zaburzeniami komunikacji językowej (m.in. zespół Aspergera), metody badania funkcji poznawczych od niemowląt do dzieci w wieku szkolnym. Jest autorką sześciu książek i serii logopedycznej Kocham czytać.
Jest członkiem Rady Naukowej Polskiego Towarzystwa Logopedycznego, Polskiego Towarzystwa Psychologicznego, a także pełni funkcje zastępcy przewodniczącego Komisji Zaburzeń Mowy przy Polskim Komitecie Językoznawczym PAN oraz członka Zarządu Polskiego Towarzystwa Logopedycznego.

## Prace literackie
- Przez ciebie jestem Kraków, Ośrodek Kultury Huty im. T. Sendzimira : Grupa Literacka „Sylaba” RTSK Robotniczego Stowarzyszenia Twórców Kultury, 1993
- Skład mebli i luster Kraków 1996 ISBN 83-86505-22-2
- Peregrynacje do miasta Ur Kraków Wiedeń 2002 ISBN 83-917387-0-1